# Stórá, Vágar
Stórá är ett vattendrag som rinner igenom byn Sørvágur på ön Vágar i Färöarna. Namnet kan översättas till Stor å.
Vattendraget rinner igenom hjärtat av byn och delar upp den i två delar. I äldre tider kunde vattendraget bli väldigt brett när regnet kom (vilket även reflekteras i namnet). De kungliga ingenjörerna från Storbritannien byggde en bro över floden under Andra världskriget år 1942.